# ويلر وليامز
ويلر وليامز (بالإنجليزية: Wheeler Williams)‏ هو نحات أمريكي، ولد في 30 نوفمبر 1897 في شيكاغو في الولايات المتحدة، وتوفي في 12 أغسطس 1972.

## وصلات خارجية
- ويلر وليامز على موقع الموسوعة البريطانية (الإنجليزية)